# Театр Лікавіт
Театр Лікавіт (грец. Θέατρο Λυκαβηττού) — це театр просто неба, одна з найпопулярніших серед широкої публіки музичних сцен  Афін. Розташований у Колонакі, у східній частині Лікавіта. Засновником театру є Анна Сінодіну, яка багато років була його імпресаріо. На сцені театру виступали видатні грецькі і зарубіжні виконавці, серед яких Дімітріс Мітропанос, Міхаліс Хадзіянніс, Маріос Франгуліс, Морріссі, The Dandy Warhols, Pink Martini, Сезарія Евора, Ніна Сімон.

## Історія театру
Театр Лікавіт був побудований в 1964  - 65 роках з ініціативи видатної грецької драматичної актриси і політика  Анни Сінодіну. За гарячої підтримки тодішнього прем'єр-міністра Греції  Георгіоса Папандреу, Сінодіну отримала право 20-річної оренди закинутого кар'єру і ліцензію на будівництво театру просто неба, який потім повинен був повернутися у власність Грецької національної організації туризму. Проект споруди театру розробив архітектор Такіс Зенотос. Він, враховуючи дух часу і побажання громадськості, щоб театр був побудований за зразком стародавніх, розробив конструкцію легкого "молюска", який займає порожнечу кар'єра.
Театр вміщає 3000 глядачів (спочатку передбачалося - 5000).
У період диктатури чорних полковників (1967—1972 роки) театр Лікавіт був вилучений у Анни Сінодіну . Тепер театр належить ΕΤΑ (Ελληνικά Τουριστικά Ακίνητα).

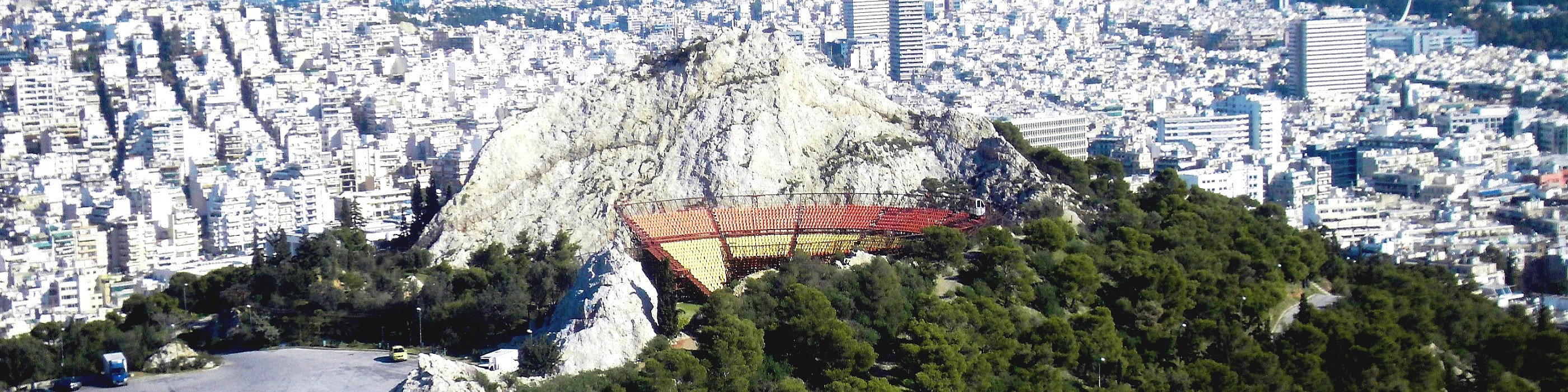
Вид на театр Лікавіт із вершини пагорба Лікавіт

.